# Delta Sigma Pi
A Delta Sigma Pi (ΔΣΠ) é uma das maiores fraternidades profissionais de co-ed nos Estados Unidos. O Delta Sigma Pi foi fundado em 7 de novembro de 1907, na Escola de Comércio, Contas e Finanças da Universidade de Nova York em Nova Iorque, Nova York e atualmente está sediado em Oxford, Ohio. A Fraternidade possui 224 capítulos colegiados ativos e 7 colônias, além de 57 capítulos de ex-alunos ativos, com mais de 280.000 membros iniciados.

## Objetivo
O Delta Sigma Pi é uma fraternidade profissional organizada para promover o estudo dos negócios nas universidades; incentivar bolsas de estudo, atividades sociais e a associação de estudantes para o avanço mútuo em pesquisa e prática; promover uma afiliação mais estreita entre o mundo comercial e os estudantes de comércio e promover um padrão mais alto de ética e cultura comercial e o bem-estar cívico e comercial da comunidade.

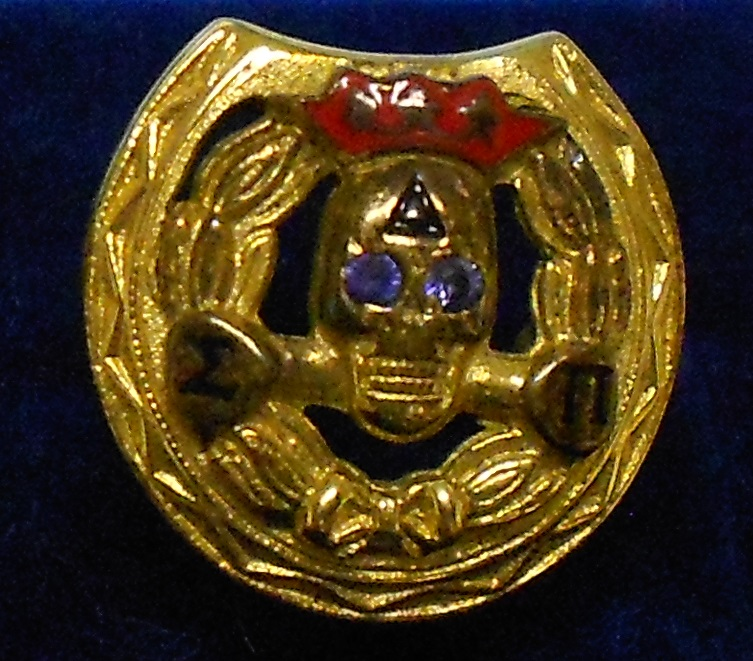
Distintivo oficial, vintage dos anos 70

## História

### Os pais fundadores
O Delta Sigma Pi foi fundado por quatro homens: Alexander Frank Makay, Henry Albert Tienken, Harold Valentine Jacobs e Alfred Moysello. Esses quatro homens, juntamente com um quinto aluno, cresceram próximos um do outro em suas aulas e de compartilhar a mesma rota do metrô no caminho de casa todas as noites. Eles frequentemente discutiam tópicos de interesse mútuo, incluindo assuntos da escola. Um desses tópicos que surgia regularmente envolvia o domínio de Alpha Kappa Psi, que havia sido fundada alguns anos antes como a única fraternidade na Escola de Comércio, Contas e Finanças da NYU. Os homens sentiram que haviam sido ignorados pela fraternidade devido a sua raça e religião, então decidiram desenvolver uma nova organização para fornecer aos alunos uma alternativa. Eles decidiram que a nova organização seria um clube aberto a todos os alunos, mas a ideia não decolou com o corpo discente.
Em 1907, o quinto aluno, Charlie Cashmore, abandonou o grupo quando lhe foi oferecida a oportunidade de ingressar na organização acima mencionada. Os quatro abandonaram seus planos para um clube a favor de formar outra fraternidade grega por letras.

### Progresso
Em 1911, a fraternidade publicou seu primeiro boletim, que em breve seria chamado de The Deltasig.
O segundo capítulo foi fundado na Northwestern School of Commerce. As reuniões nacionais, chamadas de Congresso do Grande Capítulo, tornaram-se uma tradição regular e até hoje a fraternidade nacional se reúne a cada dois anos para conduzir negócios e eleger seus líderes nacionais.
Após uma rápida expansão no início dos anos 1920, a fraternidade abriu sua sede nacional em Chicago, Illinois. Em 1957, o escritório central mudou-se para Oxford, Ohio, adjacente ao campus da Universidade de Miami.
A maior mudança na história da Fraternidade ocorreu em 1975, quando o Conselho de Administração determinou que os capítulos pudessem iniciar alunas de negócios, em conformidade com o Título IX.
A rosa vermelha foi adotada como a flor oficial da Deltasig na primeira reunião do Conselho de Administração em 1921. Foi principalmente o presente dado às esposas e mulheres cortejadas dos irmãos Deltasig (que na época ainda eram todos homens). Um dos pais fundadores, Harold V. Jacobs, sugeriu uma rosa como a flor oficial da fraternidade porque sua esposa amava rosas e esse também era seu primeiro nome (Rose Jacobs). Cinco anos depois, em 1926, Jacobs também sugeriu que a música atualmente cantada nas escolas LEAD e nos eventos do Grande Capítulo do Congresso, "Rose of Deltasig", fosse adotada como a música oficial da fraternidade.

## Escritório Central
O Escritório Central da Delta Sigma Pi, sede administrativa nacional, foi estabelecido em Chicago, Illinois, em 1924. No outono de 1956, mudou-se para a 330 South Campus Avenue, em Oxford, Ohio (perto de Cincinnati e adjacente ao campus da Universidade de Miami). Em 1970, o edifício original quase dobrou de tamanho com a adição de alas em ambos os lados do edifício. Mais tarde, em 2010, foram realizadas extensas reformas, incluindo um pátio com tijolos gravados, para tornar o edifício mais funcional e acessível. O Diretor Executivo é responsável pelo Escritório Central e possui uma equipe em período integral.

## Programas de liderança
As Academias de Liderança e Excelência para Deltasigs (LEAD) se concentram no desenvolvimento educacional dos membros do Delta Sigma Pi. As academias LEAD são realizadas em vários locais nos Estados Unidos a cada ano. Exemplos dessas academias incluem Escolas LEAD, Conferências Provinciais, Workshops de Liderança Voluntária e o Instituto LeaderShape.

## Capítulos da fraternidade

### Capítulos colegiados
Desde a sua criação em 1907, o Delta Sigma Pi instalou 298 capítulos, dos quais 224 estão atualmente ativos. Além desses capítulos, o Delta Sigma Pi atualmente possui colônias ativas em 7 universidades.

### Capítulos de ex-alunos
O Delta Sigma Pi tem 57 capítulos de ex-alunos franqueados em andamento para o ano de 2018 e 2019 nos Estados Unidos, e mais de 40 locais em todo o mundo têm irmãos com interesse em iniciar um novo capítulo de ex-alunos.